# Renato Cajá
Renato Cajá (Paraíba, 15 september 1984) is een Braziliaans voormalig voetballer die als middenvelder speelde.

## Carrière
Renato begon zijn carrière in 2003 bij Mogi Mirim EC. Hij tekende in 2009 bij Ittihad Club. Met deze club werd hij in 2009 kampioen van de Saudi Pro League. In de zomer van 2009 keerde hij terug naar Brazilië waar hij voor Grêmio en Botafogo FR ging spelen. In 2011 werd hij verhuurd aan Guangzhou FC. Met deze club werd hij in 2011 kampioen van de China Super League. Hierna kwam hij uit voor AA Ponte Preta, EC Bahia, Goiás EC en EC Juventude.